# Sociolinguística interacional
Sociolinguística interacional é uma subdisciplina da linguística que utiliza a análise do discurso para estudar como os usuários da língua criam significados através das interações sociais. A sociolinguística interacional é uma estrutura teórica e metodológica dentro da disciplina de antropologia linguística, que combina a metodologia da linguística com a consideração cultural da antropologia para entender como o uso da linguagem informa a interação social e cultural. A Sociolinguística Interacional foi fundada pelo linguista e antropólogo John J. Gumperz. Entre os tópicos de interesse, incluem-se a comunicação intercultural, a cortesia, e o enquadramento noticioso.
Em termos metodológicos de pesquisa, a área analisa a gravação e reprodução de sons ou gravações de vídeos dos diálogos ou outras interações. Os estudos enfocam não só nas formas linguísticas, como as palavras ou sentenças, mas também na prosódia e no registro que sugere o contexto. Tais sugestões de contextos são culturalmente especificas e inconscientes.

## Praticantes notáveis da Sociolinguística Interacional
- Gregory Bateson
- Dwight Bolinger
- Penélope Brown
- Wallace Chafe
- Frederico Erickson
- Erving Goffman
- John J. Gumperz
- Adam Kendon
- Robin Lakoff
- Stephen Levinson
- Deborah Tannen
- André Pawley
- Ron Scollon